# Michael Singleton (anthropologue)
Pour les articles homonymes, voir Mike Singleton et Singleton.
Michael Singleton, né le 12 mars 1939 à Lancaster, est professeur émérite d’anthropologie de l’Université catholique de Louvain. Docteur et assistant en anthropologie formé par Evans-Pritchard, il fut aussi recteur de l'Institut d'études environnementales de l'Université ville de Dakar et cofondateur du Laboratoire d'Anthropologie Prospective.

## Biographie
Né dans la ville industrielle anglaise de Lancaster, Michael Singleton a grandi au sein d’un milieu catholique ouvrier durant sa prime enfance. Grâce à son entrée dans la société de vie apostolique de missionnaires couramment appelée « les Pères Blancs », il put suivre une formation en philosophie, théologie à Rome et anthropologie à l'Université d'Oxford. Il fut le pénultième assistant et doctorant de Sir Edward Evan Evans-Prichard et réalisa des terrains ethnographiques dans de nombreuses régions d'Afrique. Il termina sa carrière au Laboratoire d'anthropologie prospective de l'Université catholique de Louvain dont il fut l'un des membres fondateurs avec Pierre-joseph Laurent. Son parcours académique est présenté en détail dans la vidéo ci-contre.

## Travaux
- Critique de l’ethnocentrisme. Du missionnaire anthropophage à l’anthropologue post-développementiste,Paranon, 2004.
- Histoires d'eaux africaines[5] et de plus de 200 publications[6].

Auteur de plusieurs ouvrages, M.Singleton fut aussi membre fondateur du laboratoire d’anthropologie prospective de l'Université catholique de Louvain.